# Musikakustik
Musikakustik är den gren av akustiken som berör musik och behandlar främstmusikinstruments ljudmässiga egenskaper, såsom ljudalstring/ljudkällan (stråken på fiolen, pianohammaren slag mot strängen i ett piano, etc.), ljudutbredningen i instrumentet (vibrationerna i fiolen eller pianot) samt ljudutstrålningen till omgivningen. Musikakusik kan även ljudalstringen hos sångare och ljudupplevensen av musik i termer av psykoakustik. Närbesläktat är även den del av rumsakustiken som behandlar konsertlokaler och andra musikutövningsrum.